# محمد مسعد العودي
محمد مسعد العودي (23 مارس1965) أديب ومؤلف وكاتب وناقد وروائي وشاعر يمني، صدر له العديد من المؤلفات، منها في مجال القصة والشعر والرواية، يعمل أستاذاً جامعياً في كلية التربية جامعة عدن، بدرجة أستاذ مشارك في الأدب.

## سيرة
ولد العودي في قرية العقلة، الحصين بمحافظة الضالع اليمن في 23 مارس1967.
التحق بالدراسة الإبتدائية والإعدادية في مدرسة العُقلة ثم بثانوية أبو عُشيم. بعدها انتقل إلى الدراسة الجامعية في كلية التربية جامعة عدن في قسم اللغة العربية، وتخرج منها بشهادة البكالوريوس، ثم نال شهادة الماجستير من نفس الجامعة في اللغة العربية وآدابها، وحصل من جامعة صنعاء كلية اللغات قسم اللغة العربية على شهادة الدكتوراه في الأدب الحديث، بأطروحة: (التناص في شعر البردوني: متناص البحث عن الفردوس - قراءة سيموطيقية).

## أعمال
يعمل
- محاضرا بدرجة أستاذ مشارك في قسم اللغة العربية كلية التربية (الضالع) جامعة عدن.
- محاضرا في كلية التربية (عدن).
- رئيساً لقسم اللغة العربية ثم نائبا أكاديميا لكلية التربية (الضالع).
- مديراً عاما والتعليم الفني بمحافظة الضالع.
- عضو مؤتمر الحوار الوطني 2011.

## مؤلفات

### النقد والبلاغة
- التناص في شعر البردوني: [2] (متناص البحث عن الفردوس) قراءة سيموطيقية.
- الصورة في شعر المقالح: [3] الأبعاد الرمزية والسيكولوجية (قراءة تأويلية في سيموطيقية النص).
- بنية التناص في تجربة الهمداني: [4] (قراءة في سيموطيقية النص).
- متناص الرحلة من قلعة عجلون إلى سدرة المنتهى.[5]
- سحر شعرية النص ومناهج قراءته.
- البلاغة العربية بوجهة جديدة. [6]
- النقد الأدبي الحديث بابسط صورة. [7]

### الروايات الأدبية
- الغادرة[8]
- اليقطينة[9]
- الرصاصة[10]
- الشقيقة[11]
- المدهشة[12]
- البئر[13]
- العزيف[14]
- المستحيلة[15]
- رحيل[16]
- دوحة الرؤيا

رواية سيد الظلام

### الدواوين الشعرية
- المساء والأنثى وشيء آخر[17]
- لذة الألم[18]

- عذآبات آدم
- دموع اللبن
- قصائد لهيلين [19]

### دراسات حول مؤلفاته
- السرد والمراحل الزمنية في رواية البئر:[20] عمر عوض خريص.
- الرحلة في رواية الشقيقة:[21] مسعود عمشوش.
- المكان في رواية البئر: عبد الله ثابت النهاري (رسالة ماجستير).
- الأسطورة في رواية الشقيقة لمحمد مسعد العودي دراسة في أنثروبولوجيا الادب:[22] صالح احمد صالح الشعيبي.
- اليقطينة رواية الحب والحرب والثورة في اليمن:[23] فؤاد مسعد.

رواية شبابة الدموع

## وصلات خارجية
- قناة د.محمد مسعد العودي على اليوتيوب.
- مكتبة العودي قناة تيليجرام.

https://www.alwahdahnews.net/107468/